# Східний дантист
«Східний дантист» («Ատամնաբույժն արևելյան») — радянський телефільм 1981 року, знятий режисером Ернестом Мартіросяном на кіностудії «Вірменфільм».

## Сюжет
Телефільм. Музична комедія за сюжетом Акопа Пароняна. Екранізація комедії класика вірменської літератури. Дія відбувається наприкінці XIX століття, у Константинополі, у вірменському середовищі. Дантист Тапарнікос, одружившись із корисливих міркувань, постійно потрапляє в комічні ситуації через свої любовні пригоди. Його дочка любить бідного юнака Левона, але батько хоче видати її заміж за багатія, якому він винен велику суму грошей. Дружина дантиста Марта вирішує покарати Тапарнікоса та допомогти дочці.

## У ролях
- Олександр Ширвіндт — Тапарнікос, професор-дантист
- Іветта Бабурян — Марта
- Карп Хачванкян — Ніко
- Татевік Капланян — Єраняк
- Анаїт Топчян — Софі
- Генріх Алавердян — Товмас
- Євген Герчаков — Макар
- Амаяк Акопян — Левон, наречений
- Леонід Каневський — Маркос
- Лусіне Мартіросян — молодша донька
- М. Сантурян — середня дочка
- Размік Ароян — Кіракос
- Кахі Кавсадзе — епізод
- Степан Арутюнян — чоловік, що загуляв
- З. Баграді — епізод
- А. Мартіросян — епізод
- Надія Симонян — епізод
- Надія Саркісян — співачка у маскараді

## Знімальна група
- Режисер — Ернест Мартіросян
- Сценарист — Ернест Мартіросян
- Оператор — Левон Атоянц
- Композитор — Георгій Гаранян
- Художник — Лідія Геворкян